# Chilopsis
Chilopsis é um género botânico pertencente à família Bignoniaceae, nativo dos Estados Unidos e México.

## Espécies
- Chilopsis glutinosa
- Chilopsis linearis
- Chilopsis saligna

## Nome e referências
Chilopsis David Don